# 金士敬
道格拉斯·士敬·金（英語：Douglas Shih-Ging Chin，1966年7月21日—）中文名金士敬，为美国民主党籍政治人物，曾于2018年担任夏威夷州副州长。而在此之前金士敬曾担任夏威夷州总检察长。金士敬曾试图参加2018年联邦众议员选举，但在初选中输给了埃德·凯斯。